# Polenecia
Polenecia is een monotypisch geslacht van spinnen uit de  familie van de wielwebkaardespinnen (Uloboridae).

## Soort
- Polenecia producta (Eugène Simon, 1873)